# Trachyxiphium variabile
Trachyxiphium variabile là một loài rêu trong họ Pilotrichaceae. Loài này được (Hornsch. ex Mitt.) W.R. Buck mô tả khoa học đầu tiên năm 1987.